# Comtat de Jutlàndia Meridional
El comtat de Jutlàndia Meridional (danès Sønderjyllands Amt) fou un comtat (danès, amt) en posició centre-meridional de la península de Jutlàndia al sud de Dinamarca.
Després de la Primera Guerra Mundial i la derrota d'Alemanya, se celebraren dos plebiscits a Slesvig Septentrional i a Slesvig Central, el 10 de febrer i el 14 de març de 1920, respectivament. Els primers aprovaren la reunificació amb Dinamarca, per 75% contra el 25% de la integració alemanya. Tanmateix, Slesvig Central votà el 80% a favor de quedar-se a Alemanya, contra el 20% a favor de la proposta pro-danesa. El 15 de juliol de 1920, la zona de Slesvig Septentrional tornà a Dinamarca, mentre que Slesvig Central i Meridional s'integraren a Alemanya.
Al territori hi viu una petita minoria de parla alemanya, però més petita que la minoria danesa que viu a Slesvig-Holstein

## Antics municipis (1970-2006)
Era format pels antics municipis de:
| - Augustenborg - Bredebro - Broager - Bov - Christiansfeld - Gram, Dinamarca\|Gram - Gråsten (municipi)\|Gråsten - Haderslev - Højer - Lundtoft - Løgumkloster - Nordborg | - Nørre-Rangstrup - Rødding - Rødekro - Skærbæk - Sundeved - Sønderborg - Sydals - Tinglev - Tønder - Vojens - Aabenraa |